# Escaudœuvres
Escaudœuvres, o Escaudoeuvres, és un municipi francès, situat a la regió dels Alts de França, al departament del Nord. L'any 2006 tenia 3.382 habitants. Limita al nord amb Eswars i Ramillies, al nord-est amb Thun-l'Évêque i Thun-Saint-Martin, a l'est amb Cagnoncles i Naves, al sud-est amb Cauroir i al sud amb Cambrai.

## Demografia
| Evolució de la població Ehess i INSEE |      |      |       |       |       |       |       |       |
| 1793                                  | 1800 | 1806 | 1821  | 1831  | 1836  | 1841  | 1846  | 1851  |
| 694                                   | 638  | 873  | 1.086 | 1.289 | 1.382 | 1.458 | 1.600 | 1.677 |

| 1856  | 1861  | 1866  | 1872  | 1876  | 1881  | 1886  | 1891  | 1896  |
| ----- | ----- | ----- | ----- | ----- | ----- | ----- | ----- | ----- |
| 1.625 | 1.770 | 1.879 | 1.935 | 2.198 | 2.411 | 2.585 | 2.695 | 2.763 |

| 1901  | 1906  | 1911  | 1921  | 1926  | 1931  | 1936  | 1946  | 1954  |
| ----- | ----- | ----- | ----- | ----- | ----- | ----- | ----- | ----- |
| 2.806 | 2.862 | 2.204 | 2.584 | 2.584 | 2.585 | 2.748 | 2.867 | 2.847 |

| 1962  | 1968  | 1975  | 1982  | 1990  | 1999  | 2006 | 2011 | 2016 |
| ----- | ----- | ----- | ----- | ----- | ----- | ---- | ---- | ---- |
| 3.152 | 3.224 | 3.951 | 4.234 | 4.205 | 3.968 | -    | -    | -    |

| 2019 | - | - | - | - | - | - | - | - |
| ---- | - | - | - | - | - | - | - | - |
| -    | - | - | - | - | - | - | - | - |

## Administració
| Període   | Identitat        | Partit |
| --------- | ---------------- | ------ |
| 1945-1953 | Henri Foulon     | PS     |
| 1953-1959 | Joseph Guidez    | PS     |
| 1959-1972 | François Courbet | PCF    |
| 1972-1995 | Edouard Tricquet | PCF    |
| 1995-2006 | Pierre Doise     |        |
| 2006-     | Patrice Ego      | PCF    |